# 胸の谷間
胸の谷間（むねのたにま、英：cleavage of the breast）とは、思春期以降の女性の両乳房の間にできるV字状の空間を指す。

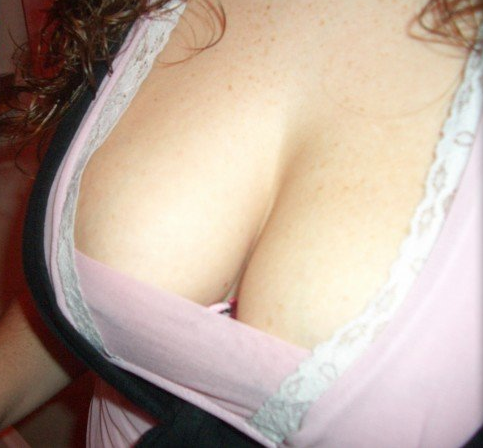
乳房が大きな女性の谷間

## 谷間の形成

乳房のタナー段階がIの段階では谷間が無いが、IIで乳房の成長が始まると共に谷間が形成され始めるが谷間が広く浅い、IIIで谷間が深く狭くなり始め、IVでV字状の谷間がほぼ完成、Vで成人型乳房でV字状の谷間も完成する。

思春期前（乳房のタナー段階I）は乳房が膨らんでいないため、谷間も形成されない。思春期初来から乳房が発達し始める（Thelarche・乳房のタナー段階II）と共に谷間も形成され始めるが谷間が広く浅い、乳房全体が膨らみ始めるタナー段階IIIで谷間が狭く深くなり始め、乳房のタナー段階IVでV字状の谷間がほぼ完成、成人型乳房（乳房のタナー段階V）になったときにV字状の谷間も完成する。谷間の形成され始めからV字状の谷間が完成する期間は途中で初経を挟む約4年間である。
女性ホルモンの働きが活発だと胸はふっくらと育つが、成長期などに女性ホルモンのバランスが悪いと、豊かになりにくい。また、左右の胸の位置が離れている人(離れ乳/離れ胸)やバストの筋肉が低下してバスト上部が垂れてしまった人（そげ胸）などは、バストにボリュームがあっても綺麗な谷間ができにくい状態になる。
　

## ファッション
ファッションの分野においては、特に襟ぐりが深い衣服による女性の乳房および、その間の溝の部分的な露出のことである。胸の谷間に関連のある寸法としては、ネックライン（首からの距離）、袖ぐり（腋の下からの距離）、カットオフライン（乳房の下の点からの距離）がある。

### デコルテ
エステティックサロン・ファッションなどの各業界においては、胸の谷間を含む胸元から首元、肩や後背部にかけてを、フランス語でデコルテ (décolleté(e)) と呼ぶ。デコルテを露出・強調することで、女性の美しさを最大限に引き出せるとして注目されている。
また、女性の礼服として知られるローブ・デコルテもローブ・ドレス類の中でもデコルテを強調する形状をしており、イブニングドレスの代表的なスタイルとなっている。このため、ローブ・デコルテのことを単に「デコルテ」と呼称する場合もある。
日本ではまだ珍しく、このような格好をして屋外にいたりすると下品な女性とみられることが多い。そのためか、鎖骨周辺のみを「デコルテ」と勘違いして表現するファッションアドバイザーなどの専門家も日本国内には急増している。

## 人体解剖学
人体解剖学においては、胸の谷間のことを乳房間溝（にゅうぼうかんこう、intermammary sulcus）という。この用語は、1997年8月27日の国際解剖学会議 (International Congress of IFAA) で、人体解剖学用語として正式に採用された。